# Am-Djarass
Am-Djarass oder Amdjarass (arabisch: أم جرس) ist die Hauptstadt der Provinz Ennedi Est im Nordosten des Tschad. Obwohl sie früher eine isolierte Oase der Sahara war, beläuft sich ihre Einwohnerzahl nach der Volkszählung von 2009 auf 20.850 und ist von nur 657 Einwohnern bei der Volkszählung von 1993 beträchtlich gestiegen. Sie ist die größte Stadt in der Provinz und die viertgrößte im Sahara-(Nord-)Tschad. Die Stadt verfügt über einen eigenen Flughafen. Die Stadt ist in vielen Atlanten nicht auf der Karte verzeichnet. Sie ist auch die Hauptstadt der Verwaltungsabteilung der zweiten Ebene, der Am-Djarass-Abteilung. Am 3. Juli 2015 besuchte der tschadische Präsident Idriss Deby Am-Djarass.

## Wirtschaft
Die Stadt verfügt über ein Hotel, das Toumai Hotel Am-Djarass, und hat eine Festung. Am Eingang der Stadt befindet sich ein bumerangförmiger Felsen mit dem Namen der Stadt. Die Bürgermeisterin ist Ismael Miss (Stand Oktober 2020).